# Stadion Miejski w Nesebyrze
Stadion Miejski – stadion sportowy w Nesebyrze, w Bułgarii. Obiekt może pomieścić 6800 widzów. Swoje spotkania rozgrywają na nim piłkarze klubu OFK Nesebyr.